# 부산대학교 박물관
부산대학교 박물관(釜山大學校博物館)은 국립 부산대학교에서 운영하는 부설 박물관이다. 1956년 준공하였고 1964년 5월 정식 개관하였다. 1957년 3월부터 1960년 3월까지 국립중앙박물관의 피난 국보 문화재가 맡겨져 보관되었다. 구석기 시대에서 조선 시대에 이르는 유물을 소장하고 있으며 특히 가야 관련 유물이 많다.

## 건축
1956년 현재 별관으로 쓰이는 로코코 양식의 건물이 준공되었다. 이후 1959년에 건축가 김중업이 고딕 양식의 건물을 건축하였다. 김중업은 한국 전쟁 와중에 부산으로 피난하였고 이후 부산에서 많은 건축물을 지었다. 현재 부산대학교 인문관으로 쓰이는 옛 본관도 그의 작품이다.
1993년 부산대학교 옛 음악관으로 박물관 본관이 이전되었다. 원래의 건물은 별관이 되었다. 현재의 본관 건물은 석재와 콘크리트 혼합 양식으로 지붕은 우진각형의 일식 기와를 얹었다.

## 유물
부산대학교 박물관은 1957년 3월부터 1960년 3월까지 국립중앙박물관의 피난 국보 문화재를 보관하였다. 개관 이래 부산과 경상남도 지역의 유적 발굴 및 조사를 꾸준히 하고 있어 가야와 관련한 유물이 많다. 대표적인 발굴로는 1978년 - 1979년 사이에 있었던 김해 수가리 패총(金海水佳里貝塚) 발굴, 1980년에서 1991년에 걸쳐 여러 차례 이루어진 부산 복천동 고분군(釜山福泉洞古墳群, 사적 제273호) 발굴, 1985년의 사천 늑도 유적(泗川勒島遺蹟, 사적 제450호) 발굴 등이 있다.
부산대학교 박물관이 소장중인 유물은 토기와 도자기가 11,600여 점, 금속, 옥석, 서화, 목죽 등이 22,200여 점이다.

## 특별전시
부산 경남 지역의 역사를 중심으로 한 특별 전시를 꾸준히 열고 있다.
- 2019년 6월 25일부터 9월 7일일까지 3.1 운동 100 주년 기념 특별전 《태극기가 바람에》를 개최하였다. 역사적 중요성을 지니는 태극기를 한 자리에 모았다.[6]

- 2019년 10월 2일부터 2020년 2월 29일까지 《호주 매씨가족의 부산 소풍이야기》를 개최하고 있다. 오스트레일리아 출신의 선교사 제임스 맥켄지(한국명 매견시)가 일제강점기 시기 한센병 환자를 돌보며 찍었던 사진들로 꾸몄다.[7]

### 호주 매씨가족의 부산 소풍이야기

선교사 제임스 맥켄지와 그의 딸들

《호주 매씨가족의 부산 소풍이야기》는 경기대학교의 소성박물관 특별전이며 2019년 10월 순회 전시로 부산대학교 박물관에서 전시되었다. 문화체육관광부가 주최하고 한국대학박물관협회 주관으로 2019년 10월 2일부터 2020년 2월 29일까지 열리는 초청 전시회다. 오스트레일리아 선교사인 매씨 가족은 부산·경남의 나환자, 백정, 고아, 여성, 아기 등 소외되고 힘없던 사람들을 보살폈다. 맥캔지 선교사의 딸들은 맥켄지 재단을 설립하여 부산에 일신기독병원을 세웠다. 이 병원에는 맥캔지 선교사의 기념관이 있다.

## 같이 보기
- 부산대학교
- 소성박물관
- 김중업